# Germainia
Germainia là một chi thực vật có hoa trong họ Hòa thảo (Poaceae).

## Loài
Chi Germainia gồm các loài: